# Clavija jelskii
Espèce
Statut de conservation UICN

 VU B1+2c : Vulnérable
Clavija jelskii est une espèce de plantes à fleurs du genre Clavija de la famille des Primulaceae.